# Danh sách quốc gia theo ý nghĩa tên gọi
Danh sách các quốc gia theo ý nghĩa tên gọi là một bảng thống kê gồm 256 quốc gia và vùng lãnh thổ trên thế giới theo ý nghĩa tên quốc gia, ngoài ra còn bao gồm các mục: Tên gọi chính thức và tên quốc gia theo phiên âm tiếng Việt.
Ý nghĩa tên gọi quốc gia thông thường được dịch nghĩa từ tên gốc bằng ngôn ngữ bản địa của quốc gia đó, mang tính văn hóa và lịch sử lâu đời, đôi khi mang đậm tín ngưỡng, địa lý hay mang tên một dân tộc.
Tên gọi chính thức thường được dùng để gọi các quốc gia một cách trang trọng trong các công hàm, công văn mang tính ngoại giao. Trên trường quốc tế, việc gọi một quốc gia theo tên gọi chính thức thay vì chỉ gọi tên nó thể hiện sự tôn trọng và thể hiện một phần quan điểm chính trị của quốc gia đó.

## Châu Á

### Đông Nam Á
| STT | Quốc gia và vùng lãnh thổ | Tên gọi chính thức                 | Tên khác                                                             | Ý nghĩa tên gọi quốc gia                                                          |
| --- | ------------------------- | ---------------------------------- | -------------------------------------------------------------------- | --------------------------------------------------------------------------------- |
| 1   | Việt Nam                  | Cộng hòa Xã hội chủ nghĩa Việt Nam | Văn Lang Âu Lạc Đại Cồ Việt Đại Việt Đại Ngu Việt Nam Đại Nam An Nam | tên gọi tắt của các từ An Nam và Việt Thường đất nước của người Việt ở phương Nam |
| 2   | Campuchia                 | Vương quốc Campuchia               | Chân Lạp Cao Miên Căm Bốt Cao Man Trấn Tây Thành Giản Phố Trại       |                                                                                   |
| 3   | Lào                       | Cộng hòa Dân chủ Nhân dân Lào      | Ai Lao Lão Qua Nam Chưởng (phiên âm từ Lan Xang)                     | Quốc gia triệu voi                                                                |
| 4   | Thái Lan                  | Vương quốc Thái Lan                | Xiêm La Sukhothai Ayuthaya                                           | Quốc gia của người tự do                                                          |
| 5   | Myanmar                   | Cộng hòa Liên bang Myanmar         | Miến Điện                                                            | Khỏe mạnh, cường tráng (Vùng rừng núi xa xôi)                                     |
| 6   | Malaysia                  | Malaysia                           | Mã Lai Tây Á Mã Lai                                                  | Đất nước của núi non                                                              |
| 7   | Singapore                 | Cộng hòa Singapore                 | Tân Gia Ba                                                           | Thành sư tử                                                                       |
| 8   | Indonesia                 | Cộng hòa Indonesia                 | Nam Dương                                                            | Đất nước nhiều quần đảo, xứ sở vạn đảo                                            |
| 9   | Brunei                    | Nhà nước Brunei Darussalam         | Văn Lai Phù Lay                                                      | Quả xoài, xứ sở của hòa bình                                                      |
| 10  | Philippines               | Cộng hòa Philippines               | Phi Luật Tân Phi Thiên Đảo                                           | Đặt theo tên vua Philipinas II của Tây Ban Nha                                    |
| 11  | Đông Timor                | Cộng hòa Dân chủ Đông Timor        | Đông Đế Mân                                                          | Vùng đất phía đông                                                                |

### Đông Bắc Á
| STT | Quốc gia và vùng lãnh thổ | Tên gọi chính thức                   | Tên gọi khác                                         | Ý nghĩa tên gọi quốc gia |
| --- | ------------------------- | ------------------------------------ | ---------------------------------------------------- | --- |
| 12  | Trung Quốc                | Cộng hòa Nhân dân Trung Hoa          | Tàu Cathay Serica Trung Hoa Hoa Quốc                 | Trung Hoa được ghép từ 2 tên gọi: Trung Quốc (đất nước nằm ở trung tâm) và Hoa Hạ (dân tộc sinh sống ở núi Hoa, sông Hạ)                                                                                              |
| 13  | Nhật Bản                  | Nhật Bản Quốc                        | Oa Quốc Yamatai Đại Hòa Đông Doanh Phù Tang Nhựt Bổn | Đất nước của nguồn gốc mặt trời; đất nước mặt trời mọc |
| 14  | Mông Cổ                   | Nhà nước Mông Cổ                     | Nguyên                                               | |
| 15  | Hàn Quốc                  | Đại Hàn Dân Quốc                     | Cao Ly Tân La Tam Hàn Đại Hàn Nam Hàn Nam Triều Tiên | Đại Hàn có nghĩa là "rất to lớn" Dân Quốc là "quốc gia của nhân dân", theo chủ nghĩa tam dân Đại Hàn Dân Quốc có nghĩa là "quốc gia rộng lớn của nhân dân" (Hàn ở đây không mang nghĩa là lạnh, nó có nghĩa là "lớn") |
| 16  | Bắc Triều Tiên            | Cộng hòa Dân chủ Nhân dân Triều Tiên | Cao Ly Tân La Bắc Triều Tiên Bắc Hàn Cao Câu Ly      | Đất nước đón ánh Mặt trời đầu tiên |
| 17  | Đài Loan                  | Trung Hoa Dân Quốc                   | Trung Hoa Đài Bắc Đài Loan                           | |
| 18  | Hồng Kông                 | Đặc khu hành chính Hồng Kông         | Hương Cảng                                           | Hải cảng hương liệu |
| 19  | Ma Cao                    | Đặc khu hành chính Ma Cao            | Áo Môn Ma Gm                                         | Cảng của nữ thần Ma Tổ |

### Nam Á
| STT | Quốc gia và vùng lãnh thổ      | Tên gọi chính thức                                   | Tên khác                                          | Ý nghĩa tên gọi quốc gia                                   |
| --- | ------------------------------ | ---------------------------------------------------- | ------------------------------------------------- | ---------------------------------------------------------- |
| 20  | Ấn Độ                          | Cộng hòa Ấn Độ                                       | - Thiên Trúc - Tây Thiên - Ba Rát - Pha Lạt       | Lấy theo tên sông Indus                                    |
| 21  | Pakistan                       | Cộng hòa Hồi giáo Pakistan                           | - Ba Cơ Tư Thản - Tây Hội Hồi Quốc                | Đất nước tinh túy                                          |
| 22  | Bangladesh                     | Cộng hòa Nhân dân Bangladesh                         | - Mạnh Gia Lạc Quốc - Băng La Đông - Đông Băng La | Quê hương của người Bengal                                 |
| 23  | Nepal                          | Cộng hòa Liên bang Nepal                             | Nĩ Bạc Nhĩ                                        |                                                            |
| 24  | Bhutan                         | Vương quốc Bhutan                                    | Bất Đan                                           | Biên thùy nơi đất Tạng (Điểm cuối của cao nguyên Tây Tạng) |
| 25  | Sri Lanka                      | Cộng hòa Dân chủ Xã hội Chủ nghĩa Sri Lanka (Ceylon) | - Tư Lý Lan Ca - Sai Lăng - Tích Lan              | Hòn đảo linh thiêng                                        |
| 26  | Maldives                       | Cộng hòa Maldives                                    | Mã Nhĩ Đại Phu                                    | Đảo cung điện                                              |
| 27  | Lãnh thổ Ấn Độ Dương thuộc Anh | Lãnh thổ của Anh ở Ấn Độ Dương                       |                                                   | Lãnh thổ của người Anh ở Ấn Độ Dương                       |
| 28  | Afghanistan                    | Tiểu vương quốc Hồi giáo Afghanistan                 | A Phú Hãn                                         | Vùng đất của người Afghan                                  |

### Trung Á
| STT | Quốc gia và vùng lãnh thổ | Tên gọi chính thức    | Tên khác               | Ý nghĩa tên gọi quốc gia   |
| --- | ------------------------- | --------------------- | ---------------------- | -------------------------- |
| 29  | Kazakhstan                | Cộng hòa Kazakhstan   | Cáp Tát Khắc Tư Thản   | Đất nước của người tự do   |
| 30  | Uzbekistan                | Cộng hòa Uzbekistan   | Ô Tư Biệt Khắc Tư Thản | Đất nước của người Uzbek   |
| 31  | Turkmenistan              | Cộng hòa Turkmenistan | Thổ Khố Mạn Tư Thản    | Vùng đất của người Turkmen |
| 32  | Tajikistan                | Cộng hòa Tajikistan   | Tháp Cát Khắc Tư Thản  | Vùng đất của người Tajik   |
| 33  | Kyrgyzstan                | Cộng hòa Kyrgyzstan   | Cát Nhĩ Cát Tư Tư Thản |                            |

### Tây Á
| STT | Quốc gia và vùng lãnh thổ | Tên gọi chính thức                   | Tên khác                              | Ý nghĩa tên gọi quốc gia |
| --- | ------------------------- | ------------------------------------ | ------------------------------------- | --- |
| 34  | Iran                      | Cộng hòa Hồi giáo Iran (Persian)     | - Y Lang - I Ran - I Răng - Ba Tư     | Đất nước của người cao quý |
| 35  | Iraq                      | Cộng hòa Iraq                        | - Y Lạp Khắc - I Rắc                  | |
| 36  | Ả Rập Xê Út               | Vương quốc Ả Rập Saudi               | Sa Đặc A Lạp Bá                       | Nước Ả Rập của gia tộc Saud |
| 37  | Kuwait                    | Nhà nước Kuwait                      | Khoa Uy Đặc Cô Oét Cự Huyệt           | Tòa thành nhỏ |
| 38  | Qatar                     | Nhà nước Qatar                       | Ca Tháp Nhĩ Kha Ta                    | |
| 39  | Bahrain                   | Nhà nước Bahrain                     | Ba Lâm Ba Ranh                        | Hai nguồn nước |
| 40  | Palestine                 | Nhà nước Palestine                   | Ba Lặp Tư Thản                        | Đất nước của người Philistines |
| 41  | Israel                    | Nhà nước Israel (Nhà nước Do Thái)   | Dĩ Sắc Liệt Do Thái Ích Diên Yết Linh | Kẻ vật nhau với Chúa |
| 42  | UAE                       | Các Tiểu vương quốc Ả Rập Thống nhất | A Lạp Bá Liên hợp tư trưởng quốc      | |
| 43  | Oman                      | Vương quốc Oman                      | A Man Ô Man U Man                     | Vùng đất yên tĩnh (định cư hay thuyền) |
| 44  | Yemen                     | Cộng hòa Yemen                       | Dã Môn                                | Tay phải |
| 45  | Jordan                    | Vương Quốc Hashemite Jordan          | Ước Đán                               | Cuộn chảy (Nước chảy mạnh từ trên cao xuống) |
| 46  | Syria                     | Cộng hòa Ả Rập Syria                 | A Lạp Bá Tư Lợi Á                     | |
| 47  | Liban                     | Cộng hòa Lebanon                     | Lê Ba Nộn Li Băng                     | Núi trắng |
| 48  | Thổ Nhĩ Kỳ                | Cộng hòa Thổ Nhĩ Kỳ                  | Tuốc Kỳ Tước Kỳ Tức Kỳ Thổ Kỳ         | Trên đường đi các thương nhân này có ghé qua Thổ Nhĩ Kỳ (đang do đế chế Ottoman chiếm giữ) và nhờ những đầu bếp ở đây làm món gà nướng đậm đà hương vị của đất nước có nền văn hóa ẩm thực đặc sắc này. Và như vậy, người Châu Âu nhầm tưởng những con turkey này đến từ nước Thổ và đặt tên cho chúng là "turkey cock" (gà trống) và "turkey hen" (gà mái). Về sau rút gọn là turkey cho dễ sử dụng. Nhưng cũng có một giả thuyết khá thuyết phục đó là: Khi người Châu Âu đặt chân lên Bắc Mỹ, họ thấy một giống gà bản địa rất giống với mấy con gà Châu Phi "guineafowl" và lầm tưởng chúng là một loài. |

### Dãy Cáp Cát
| STT | Quốc gia và vùng lãnh thổ | Tên gọi chính thức                         | Tên khác              | Ý nghĩa tên gọi quốc gia |
| --- | ------------------------- | ------------------------------------------ | --------------------- | --- |
| 49  | Síp                       | Cộng hòa Síp                               | Tái Phố Lộ Tư Cypriot | Đồng thau |
| 50  | Bắc Síp                   | Cộng hòa Thổ Nhĩ Kỳ Bắc Síp                | Tái Phố Lộ Tư Bắc     | Đồng thau |
| 51  | Akrotiri and Dhekelia     | Vùng căn cứ chủ quyền Akrotiri và Dhekelia |                       | |
| 52  | Azerbaijan                | Cộng hòa Azerbaijan                        | A Tái Bái Cương       | Bắt nguồn từ Atropates (được cho là có nguồn gốc từ từ tiếng Ba Tư cũ có nghĩa "bảo vệ bởi lửa")                                                                                            |
| 53  | Armenia                   | Cộng hòa Armenia                           | Á Mỹ Ni Á Ác Mê Ni A  | Bắt nguồn từ Har-Minni (núi Minni(hay Mannai)) (theo học giả Do Thái giáo, Kitô giáo), Vùng đất của người Armens (tên gốc là Hayq (Hayastan, Hayasa (hậu tố tiếng Ba Tư '-stan' (đất đai))) |
| 54  | Gruzia                    | Cộng hòa Gruzia                            | Các Lỗ Cát Á Cát Ven  | Thánh George |
| 55  | Abkhazia                  | Cộng hòa Abkhzia                           | Apsny                 | Vùng đất của những người Aps |
| 56  | Nam Ossetia               | Cộng hòa Nam Ossetia                       | Sakartvelo            | Vùng đất phía Nam của người Ossetia |

## Châu Âu

### Bắc Âu
| STT | Quốc gia và vùng lãnh thổ | Tên gọi chính thức                      | Tên khác                                                                                    | Ý nghĩa tên gọi quốc gia |
| --- | ------------------------- | --------------------------------------- | ------------------------------------------------------------------------------------------- | --- |
| 58  | Thụy Điển                 | Vương quốc Thụy Điển                    | Xu Y Đà                                                                                     | Đất nước của người Swede |
| 59  | Phần Lan                  | Cộng hòa Phần Lan                       | Suomi Phìn Lan                                                                              | Được cho là bắt nguồn từ 3 tảng đá khắc chữ Rune (hệ thống chữ cái của người Bắc Âu từ thế kỉ I đến giữa thời Trung Cổ). 2 tảng đá được tìm thấy ở Uppland, một vùng nhỏ thuộc Thuỵ Điển, và trên 2 tảng này có khắc chữ finlonti (U 582). Tảng đá thứ 3 được tìm thấy ở Gotland, khu biển Ban-tích (Baltic Sea). Trên tảng này có khắc từ finlandi (G319) và có từ thế kỷ XIII |
| 60  | Na Uy                     | Vương quốc Na Uy                        |                                                                                             | Con đường thông đến phía Bắc |
| 61  | Estonia                   | Cộng hòa Estonia                        | Ái Sa Ni Á                                                                                  | |
| 62  | Latvia                    | Cộng hòa Latvia                         | Lạp Thoát Duy Á Lạt Vi                                                                      | |
| 63  | Litva                     | Cộng hòa Litva                          | Lập Dao Uyên Liệt Hoa                                                                       | |
| 64  | Đan Mạch                  | Vương quốc Đan Mạch                     | - Đan Mặc                                                                                   | Lãnh thổ của người Dane |
| 65  | Anh Quốc                  | Vương quốc Liên hiệp Anh và Bắc Ireland | - Anh Cát Lợi Anh Lan - Liên hiệp Vương quốc Anh và Bắc Ireland - Anh Quốc - Vương Quốc Anh | Vùng đất của người xăm mình |
| 66  | Ireland                   | Ireland                                 | - Ái Nhĩ Lan - Ai Lan                                                                       | Vùng đất phì nhiêu |
| 67  | Iceland                   | Cộng hòa Iceland                        | - Băng Đảo - Băng Lan - Ách Lan                                                             | Vùng đất băng giá |
| 68  | Quần đảo Faroe            | Quần đảo Faroe                          | Pha Râu                                                                                     | Quần đảo cừu |
| 69  | Đảo Man                   | Đảo Man                                 | Mann                                                                                        | |
| 70  | Jersey                    | Địa hạt Jersey                          |                                                                                             | Đảo Bá tước (Đảo vườn) |
| 71  | Guernsey                  | Địa hạt Guernsey                        |                                                                                             | Đảo Râu |
| 72  | Svalbard                  | Quần đảo Svalbard & Jan Mayen           |                                                                                             | Bờ biển lạnh |
| 73  | Quần đảo Åland            | Quần đảo Åland                          | Ơ Lan                                                                                       | Đất của nước |

### Tây Âu
| STT | Quốc gia và vùng lãnh thổ | Tên gọi chính thức       | Tên khác                                                 | Ý nghĩa tên gọi quốc gia  |
| --- | ------------------------- | ------------------------ | -------------------------------------------------------- | ------------------------- |
| 74  | Đức                       | Cộng hòa Liên bang Đức   | Đức Ý Chí Lê Măng Nha Kê Măn Nha                         | Đất nước của người German |
| 75  | Pháp                      | Cộng hòa Pháp            | Pháp Lan Tây Gallia Gaul Pha-lang-sa Phú Lãng Sa Lang Sa | Đất nước của người Frank  |
| 76  | Hà Lan                    | Vương quốc Hà Lan        | Batavia Hòa Lan Hạ Lan                                   | Vùng đất thấp             |
| 77  | Bỉ                        | Vương quốc Bỉ            | Bỉ Lợi Thời Biên Xích                                    | Dũng cảm, hiếu chiến      |
| 78  | Thụy Sĩ                   | Liên bang Thụy Sĩ        | Swiss                                                    | Đất nước đốt rừng làm rẫy |
| 79  | Áo                        | Cộng hòa Áo              | Áo Đại Lợi                                               | Đất nước phía Đông        |
| 80  | Luxembourg                | Đại công quốc Luxembourg | Lư Sâm Bảo Lục Xâm Bảo Lúc-xem-bua                       | Pháo đài nhỏ              |
| 81  | Liechtenstein             | Công quốc Lichtenstein   | Liệt Chi Đôn Sĩ Đăng                                     | Hòn đá phát quang         |
| 82  | Monaco                    | Công quốc Monaco         | Ma Nạp Ca Mô Na Cô                                       | Ngôi nhà đơn độc          |
| 83  | Tây Ban Nha               | Vương quốc Tây Ban Nha   | Y Pha Nho Ét Ban Nha                                     | Đất nước của thỏ rừng     |
| 84  | Bồ Đào Nha                | Cộng hòa Bồ Đào Nha      | Pồ Tào Nha Lusitania                                     | Cảng của người Gallia     |

### Nam Âu
| STT | Quốc gia và vùng lãnh thổ | Tên gọi chính thức                | Tên khác | Ý nghĩa tên gọi quốc gia                                       |
| --- | ------------------------- | --------------------------------- | --- | -------------------------------------------------------------- |
| 85  | Andorra                   | Công quốc Andorra                 | An Đạo Nhĩ |                                                                |
| 86  | Gibraltar                 | Gibraltar                         | | Tảng đá Tariq                                                  |
| 87  | Ý                         | Cộng hòa Ý                        | Ý Đại Lợi, Italy | Vùng đất của gia súc                                           |
| 88  | San Marino                | Cộng hòa San Marino               | Thánh Mã Lực Nặc | Lấy tên của người thợ đá (Thánh Marinus)                       |
| 89  | Vatican                   | Tòa thánh Thiên chúa giáo Vatican | Phạn Đế Cương Va Ti Căng | Vùng đất tiên tri                                              |
| 90  | Malta                     | Cộng hòa Malta                    | Mã Nhi Tha Man Ta |                                                                |
| 91  | Slovenia                  | Cộng hòa Slovenia                 | | Những dân tộc cùng chung văn tự                                |
| 92  | Croatia                   | Cộng hòa Croatia                  | | Người vùng núi                                                 |
| 93  | Bosna và Hercegovina      | Cộng hòa Bosnia & Herzegovina     | Ba Tư Ni Á và Hắc Tắc Ca Nhĩ | Bosnia: từ tên sông Bosna; Herzegovina: lãnh địa của công tước |
| 94  | Montenegro                | Montenegro                        | Hắc San | Ngọn núi đen                                                   |
| 95  | Serbia                    | Cộng hòa Serbia                   | | Đất nước của người Serbia                                      |
| 96  | Kosovo                    | Cộng hòa Kosovo                   | | Cánh đồng chim hoét                                            |
| 97  | Albania                   | Cộng hòa Albania                  | A Nhĩ Ba Ni Á An Ban Ni An Ban\|\| Xuất xứ từ tên một bộ tộc người Illyria được gọi là Arbër và sau này là Albanoi, sống tại Albania ngày nay. Cái tên Albania được cho là đã xuất hiện từ thời cổ đại, có lẽ từ chữ alb (đồi) thời tiền Celtic, từ đó có tên dãy Alps, hay có thể là từ albh (trắng) trong ngôn ngữ Ấn-Âu, từ đó có Albino và Albanon, có lẽ ám chỉ tới những đỉnh núi tuyết phủ tại Albania. Tên gọi nước này, Shqipërisë, nghĩa là "Vùng đất của những con chim đại bàng", do vậy trên lá cờ nước này có một chú chim hai đầu và bởi có rất nhiều loài chim sống tại những vùng núi Albania |                                                                |
| 98  | Hy Lạp                    | Cộng hòa Hy Lạp                   | Cự Liệt Cự Lạch Dã Văn Hy Lạt Elladha Yavan | Đất nước của người Hellen                                      |
| 99  | Bắc Macedonia             | Cộng hòa Bắc Macedonia            | Cựu Cộng hòa Nam Tư Macedonia | Cao nguyên                                                     |

### Đông Âu
| STT | Quốc gia và vùng lãnh thổ      | Tên gọi chính thức    | Tên khác                    | Ý nghĩa tên gọi quốc gia       |
| --- | ------------------------------ | --------------------- | --------------------------- | ------------------------------ |
| 100 | Nga                            | Liên bang Nga         | Nga La Tư La Sát            | Đất nước của người chèo thuyền |
| 101 | Ukraina (Bao gồm Bán đảo Krym) | Ukraine               | Tiểu Nga Uy Kiên Ô Khắc Lan | Vùng biên ải                   |
| 102 | Ba Lan                         | Cộng hòa Ba Lan       | Lechia                      | Đất nước đồng bằng             |
| 103 | Belarus                        | Cộng hòa Belarus      | Bạch Nga                    | Vùng đất trắng của người Rus   |
| 104 | Moldova                        | Cộng hòa Moldova      |                             |                                |
| 105 | Transnistria                   | Cộng hòa Transnistria |                             | Bên kia sông Dniester          |
| 106 | Séc                            | Cộng hòa Séc          | Tiệp Khắc                   |                                |
| 107 | Slovakia                       | Cộng hòa Slovak       |                             |                                |
| 108 | Hungary                        | Hungary               | Hung Gia Lợi Magyarorszag   | Mười bộ lạc                    |
| 109 | România                        | Romania               | La Mã Ni Á Lỗ Mã Ni Dacia   | Đất nước của người La Mã       |
| 110 | Bulgaria                       | Cộng hòa Bulgaria     | Bảo Gia Lợi Á Bảo Lợi Gia   | Đất nước của người Bulgar      |

## Châu Mỹ

### Bắc Mỹ
| STT | Quốc gia và vùng lãnh thổ | Tên gọi chính thức                              | Tên khác                  | Ý nghĩa tên gọi quốc gia                                  |
| --- | ------------------------- | ----------------------------------------------- | ------------------------- | --------------------------------------------------------- |
| 111 | Canada                    | Canada                                          | Gia Nã Đại                | Thôn làng hay ngôi lều                                    |
| 112 | Hoa Kỳ                    | Hợp chủng quốc Hoa Kỳ                           | Mỹ Lợi Kiên Huê Kỳ Hoa Kỳ | Liên minh các quốc gia nằm tại châu Mỹ                    |
| 113 | Greenland                 | Greenland                                       |                           | Vùng đất xanh tươi, tươi tốt                              |
| 114 | Saint Pierre and Miquelon | Vùng lãnh thổ Cộng đồng Saint Pierre & Miquelon |                           | Thánh Peter và Miquelon                                   |
| 115 | Bermuda                   | Quần đảo Bermuda                                |                           | Đặt theo tên của thuyền trưởng tìm ra nó Juan de Bermudez |

### Trung Mỹ
| STT | Quốc gia và vùng lãnh thổ | Tên gọi chính thức   | Tên khác             | Ý nghĩa tên gọi quốc gia |
| --- | ------------------------- | -------------------- | -------------------- | --- |
| 116 | México                    | Liên bang Mexico     | Mặc Tây Ca Mễ Tây Cơ | Bắt nguồn từ kinh đô của Đế chế Aztec vĩ đại với cái tên Mexico-Tenochtitlan, mà tên kinh đô này lại được đặt theo một tên gọi khác của dân tộc Aztec, dân tộc Mexica |
| 117 | Belize                    | Belize               | Bá Lợi Tư            | Vùng đất sáng như tháp đèn |
| 118 | Guatemala                 | Cộng hòa Guatemala   | Nguy Địa Mã Lợi      | Vùng đất của dân tộc chim ưng |
| 119 | El Salvador               | Cộng hòa El Salvador | Tát Nhĩ Ngõa Đa      | Chúa cứu thế |
| 120 | Honduras                  | Cộng hòa Honduras    | Hồng Đô Lạp Tư       | Sâu thẩm không trông thấy đáy |
| 121 | Nicaragua                 | Cộng hòa Nicaragua   | Ni Gia Nạp Qua       | Đặt theo tên họ của thủ lĩnh bộ lạc India |
| 122 | Costa Rica                | Cộng hòa Costa Rica  | Ca Tư Đạt Lê Gia     | Bờ biển giàu có |
| 123 | Panama                    | Cộng hòa Panama      | Ba Nã Mã             | Vùng cá |

### Nam Mỹ
| STT | Quốc gia và vùng lãnh thổ | Tên gọi chính thức          | Tên khác                                                      | Ý nghĩa tên gọi quốc gia                                                                               |
| --- | ------------------------- | --------------------------- | ------------------------------------------------------------- | --- |
| 124 | Brasil                    | Cộng hòa Liên bang Brazil   | Ba Tây Bi Lê Diên Lô                                          | 1.Đất nước của gỗ mun 2. Được lấy từ cây Brazilwood khi người Bồ Đào Nha đặt chân lên vùng đất mới này |
| 125 | Argentina                 | Cộng hòa Argentina          | Á Căn Đình                                                    | Đất nước của bạc                                                                                       |
| 126 | Uruguay                   | Cộng hòa Uruguay            | Ô Lạp Khuê, Điểu Hà                                           | Sông sinh sống của loài chim đẹp                                                                       |
| 127 | Paraguay                  | Cộng hòa Paraguay           | Ba Lạp Khuê                                                   | Vùng đất có một con sông lớn                                                                           |
| 128 | Chile                     | Cộng hòa Chile              | Tri Lợi Chi Lê \|\| Biên giới thế giới                        | |
| 129 | Bolivia                   | Nhà nước Đa dân tộc Bolivia | Pha Lợi Duy Á Bô Li Va \|\| Đặt theo tên nhà lãnh đạo Bolivar | |
| 130 | Peru                      | Cộng hòa Peru               | Bí Lỗ                                                         | Kho bắp                                                                                                |
| 131 | Ecuador                   | Cộng hòa Ecuador            | Ách Qua Đa Nhĩ Xích Đạo Quốc                                  | Vùng đất xích đạo                                                                                      |
| 132 | Colombia                  | Cộng hòa Colombia           | Ca Luân Tỉ Á                                                  | Đặt theo tên nhà thám hiểm Colombus                                                                    |
| 133 | Venezuela                 | Cộng hòa Venezuela Bolivar  | Ủy Nội Thụy Lạp                                               | Tiểu Venice                                                                                            |
| 134 | Suriname                  | Cộng hòa Suriname           | Tô Lý Nam                                                     | Lấy từ tên sông Suriname                                                                               |
| 135 | Guyana                    | Cộng hòa Hợp tác Guyana     | Khuê Á Ná                                                     | Vùng sông nước                                                                                         |
| 136 | Guyane thuộc Pháp         | Guiana thuộc Pháp           | Nguy Gian                                                     | Vùng sông nước thuộc Pháp                                                                              |

### Quần đảoTây Ấn
| STT | Quốc gia và vùng lãnh thổ            | Tên gọi chính thức                  | Tên khác                                   | Ý nghĩa tên gọi quốc gia                                              |
| --- | ------------------------------------ | ----------------------------------- | ------------------------------------------ | --------------------------------------------------------------------- |
| 137 | Quần đảo Falkland                    | Quần đảo Falkland                   | Malvinas                                   | Đặt theo tên của Anthony Cary, Tử tước xứ Falkland, Scotland          |
| 138 | Quần đảo Nam Georgia và Nam Sandwich | Quần đảo Nam Georgia & Nam Sandwich |                                            | Đặt theo tên của Vua Georgia III và Bá tước thứ 4 xứ Sandwich của Anh |
| 139 | Cuba                                 | Cộng hòa Cuba                       | Cổ Ba, Quy Ba                              |                                                                       |
| 140 | Jamaica                              | Jamaica/ Ha-mai-ca                  | Nha Mãi Gia                                | Đảo suối                                                              |
| 141 | Haiti                                | Cộng hòa Haiti                      | Hải Địa                                    | Vùng đất có nhiều núi                                                 |
| 142 | Cộng hòa Dominica                    | Cộng hòa Dominican                  |                                            | Ngày chủ nhật                                                         |
| 143 | Quần đảo Cayman                      | Quần đảo Cayman                     |                                            | Đặt tên theo loài cá sấu Nam Mỹ                                       |
| 144 | Puerto Rico                          | Khối thịnh vượng chung Puerto Rico  |                                            | Bến cảng giàu có                                                      |
| 145 | Quần đảo Virgin thuộc Mỹ             | Quần đảo Virgin thuộc Mỹ            |                                            | Đặt theo biệt hiệu "Đồng trinh" của nữ hoàng Elizabeth I              |
| 146 | Quần đảo Virgin thuộc Anh            | Quần đảo Virgin thuộc Anh           |                                            | Đặt theo biệt hiệu "Đồng trinh" của nữ hoàng Elizabeth I              |
| 147 | Bahamas                              | Khối thịnh vượng chung Bahamas      | Ba Ha Mã                                   | Biển nông                                                             |
| 148 | Quần đảo Turks và Caicos             | Quần đảo Turks & Caicos             |                                            | Đặt tên theo loài xương rồng Turk's-cap                               |
| 149 | Saint Kitts và Nevis                 | Liên bang Saint Kitts & Nevis       | Thánh Cơ Từ hòa Ni Duy Tư                  | Thánh Christopher và Thánh mẫu Bạch tuyết                             |
| 150 | Anguilla                             | Anguilla                            |                                            | Con lươn                                                              |
| 151 | Saint Barthélemy                     | Cộng đồng Saint Barthélemy          |                                            | Đặt theo tên Thánh Barthelemy                                         |
| 152 | Montserrat                           | Montserrat                          |                                            | Đặt theo tên núi Montserrat ở Catalonia                               |
| 153 | Saba                                 | Đặc khu Saba                        |                                            | Buổi sáng                                                             |
| 154 | Sint Eustatius                       | Đặc khu Eustatius                   |                                            | Đặc theo tên của Thánh Eustatius                                      |
| 155 | Dominica                             | Khối thịnh vượng chung Dominica     | Đa Mễ Ni Gia                               | Ngày nghỉ ngơi                                                        |
| 156 | Grenada                              | Grenada                             | Cách Lâm Nạp Đạt                           | Núi đồi người xa quê                                                  |
| 157 | Barbados                             | Barbados                            | Ba Ba Đa Tư                                | Đảo râu dài                                                           |
| 158 | Saint Vincent và Grenadines          | Saint Vincen & The Grenadines       | Thánh Văn Sâm Đặc hòa Cách Lâm Nạp Đinh Tư | Thánh Vincent                                                         |
| 159 | Antigua và Barbuda                   | Antigua & Barbuda                   | An Đề Qua hòa Ba Bồ Đạt                    | Lâu đời                                                               |
| 160 | Saint Lucia                          | Saint Lucia                         | Thánh Tư Tây á                             | Lễ thánh Lucia                                                        |
| 161 | Trinidad và Tobago                   | Cộng hòa Trinidad & Tobago          | Đặc Lập Hi Đạt hòa Đa Ba Ca                | Chim ông và thuốc lá                                                  |
| 162 | Aruba                                | Aruba                               |                                            |                                                                       |
| 163 | Bonaire                              | Đặc khu Bonaire                     |                                            |                                                                       |
| 164 | Curaçao                              | Nước Curaçao                        |                                            | Trái tim                                                              |
| 165 | Saint Martin                         | Cộng đồng Saint Martin              |                                            | Thánh Martin                                                          |
| 166 | Sint Maarten                         | Sint Maarten                        |                                            | Thánh Martin                                                          |
| 167 | Martinique                           | Martinique                          |                                            | Đảo hoa                                                               |
| 168 | Guadeloupe                           | Guadeloupe                          |                                            | Đặt theo tên một thị trấn ở Tây Ban Nha                               |

## Châu Phi

### Bắc Phi
| STT | Quốc gia và vùng lãnh thổ | Tên gọi chính thức                | Tên khác          | Ý nghĩa tên gọi quốc gia       |
| --- | ------------------------- | --------------------------------- | ----------------- | ------------------------------ |
| 169 | Ai Cập                    | Cộng hòa Ả Rập Ai Cập             | Y Diệp            | Đất nước rộng lớn              |
| 170 | Libya                     | Nhà nước Libya                    | A Lạp Bá Lợi Tỉ Á | Nơi ở của giống người da trắng |
| 171 | Tunisia                   | Cộng hòa Tunisia                  | Đột Ni Tự         | Thị trấn nhỏ lâu đời           |
| 172 | Algérie                   | Cộng hòa Dân chủ Nhân dân Algeria | A Nhĩ Cập Lợi Á   | Không phải là đảo quốc         |
| 173 | Maroc                     | Vương quốc Maroc                  | Ma Lạc Ca         | Thắng địa nghỉ mát             |
| 174 | Tây Sahara                | Cộng hòa Dân chủ Ả Rập Sarawi     |                   | Phía tây sa mạc Sahara         |
| 175 | Sudan                     | Cộng hòa Sudan                    | Tô Đan            | Đất nước của người da đen      |

### Nam Phi
| STT | Quốc gia và vùng lãnh thổ | Tên gọi chính thức  | Tên khác        | Ý nghĩa tên gọi quốc gia    |
| --- | ------------------------- | ------------------- | --------------- | --------------------------- |
| 176 | Nam Phi                   | Cộng hòa Nam Phi    |                 | Đặt theo vị trí địa lý      |
| 177 | Lesotho                   | Vương quốc Lesotho  | Lai Tố Thác     | Đất của người Basotho       |
| 178 | Eswatini                  | Vương quốc Eswatini | Tư Uy Sĩ Lan    | Đất nước của người Swazi    |
| 179 | Namibia                   | Cộng hòa Namibia    | Nạp Mê Tỉ Á     | Đồng bằng lớn               |
| 180 | Botswana                  | Cộng hòa Botswana   | Bác Từ Ngõa Nạp | Vùng đất của người Botswana |

### Tây Phi
| STT | Quốc gia và vùng lãnh thổ                   | Tên gọi chính thức                         | Tên khác      | Ý nghĩa tên gọi quốc gia                         |
| --- | ------------------------------------------- | ------------------------------------------ | ------------- | ------------------------------------------------ |
| 181 | Mauritanie                                  | Cộng hòa Hồi giáo Mauritania               |               | Đất nước của người Moors                         |
| 182 | Mali                                        | Cộng hòa Mali                              |               | Đất nước của loài Hà mã                          |
| 183 | Niger                                       | Cộng hòa Niger                             |               | Dòng sông trong lòng sông                        |
| 184 | Nigeria                                     | Cộng hòa Liên bang Nigeria                 |               | Nơi con sông Niger chảy qua                      |
| 185 | Sénégal                                     | Cộng hòa Sénégal                           |               | Thuyền độc mộc                                   |
| 186 | Gambia                                      | Cộng hòa Gambia                            |               | Đất nước của các con sông                        |
| 187 | Guinea                                      | Cộng hòa Guinea                            |               | Vùng đất của những người da đen                  |
| 188 | Guiné-Bissau                                | Cộng hòa Guinea Bissau                     |               | Phía trước chính là ngôi làng                    |
| 189 | Cape Verde                                  | Cộng hòa Cape Verde                        |               | Góc biển xanh                                    |
| 190 | Sierra Leone                                | Cộng hòa Sierra Leone                      |               | Núi sư tử                                        |
| 191 | Liberia                                     | Cộng hòa Liberia                           |               | Vùng đất của những người da đen giành được tự do |
| 192 | Bờ Biển Ngà                                 | Cộng hòa Bờ Biển Ngà                       | Côte d'Ivoire |                                                  |
| 193 | Burkina Faso                                | Burkina Faso                               |               | Mãnh đất tôn nghiêm                              |
| 194 | Ghana                                       | Cộng hòa Ghana                             |               | Lãnh tụ thời chiến                               |
| 195 | Togo                                        | Cộng hòa Togo                              |               | Đất nước bên bờ hồ                               |
| 196 | Benin                                       | Cộng hòa Benin                             |               | Bờ biển nô lệ                                    |
| 197 | Saint Helena, Ascension và Tristan da Cunha | Saint Helena, Ascension & Tristan da Cunha |               | Đặt theo tên của thánh Helena và các đảo         |

### Trung Phi
| STT | Quốc gia và vùng lãnh thổ | Tên gọi chính thức                   | Tên khác                      | Ý nghĩa tên gọi quốc gia                 |
| --- | ------------------------- | ------------------------------------ | ----------------------------- | ---------------------------------------- |
| 198 | Tchad                     | Cộng hòa Tchad                       | Sạ Đặc Chad                   | Nước mênh mang                           |
| 199 | Cộng hòa Trung Phi        | Cộng hòa Trung Phi                   |                               | Lấy tên theo vị trí địa lý               |
| 200 | Cameroon                  | Cộng hòa Cameroon                    | Ca Mạch Long                  | Quốc gia của con sông Tôm                |
| 201 | Cộng hòa Dân chủ Congo    | Cộng hòa Dân chủ Congo               | Cương Quả Zaire Trát Y Nhĩ    | Đất nước của sông Zaire                  |
| 202 | Cộng hòa Congo            | Cộng hòa Congo                       | Cương Quả                     | Sông lớn                                 |
| 203 | Gabon                     | Cộng hòa Gabon                       | Gia Bồng                      | Lấy tên từ phục trang                    |
| 204 | Guinea Xích Đạo           | Cộng hòa Guinea Xích Đạo             | Xích Đạo Kỉ Nội Á             | Vùng đất của người da đen thuộc Xích Đạo |
| 205 | São Tomé và Príncipe      | Cộng hòa Dân chủ São Tomé & Príncipe | Thánh Đa Mĩ hòa Phổ Lâm Tây Á | Thánh Tome và Đảo Hoàng tử               |
| 206 | Angola                    | Cộng hòa Angola                      | An Ca Lạp                     | Lấy từ tên quốc vương                    |

### Đông Phi
| STT | Quốc gia và vùng lãnh thổ | Tên gọi chính thức                  | Tên khác        | Ý nghĩa tên gọi quốc gia                         |
| --- | ------------------------- | ----------------------------------- | --------------- | ------------------------------------------------ |
| 207 | Nam Sudan                 | Cộng hòa Nam Sudan                  | Nam Tô Đan      | Đất nước phía nam của người da đen               |
| 208 | Ethiopia                  | Cộng hòa Dân chủ Liên bang Ethiopia | Ai Tái Nga Tỉ Á |                                                  |
| 209 | Eritrea                   | Nhà nước Eritrea                    |                 | Biển màu đỏ                                      |
| 210 | Djibouti                  | Cộng hòa Djibouti                   | Cách Bố Đề      | Đất nước ven bờ biển nóng nực                    |
| 211 | Somalia                   | Cộng hòa Liên bang Somalia          | Tố Mã Lý        | Sữa của sơn dương và bò                          |
| 212 | Somaliland                | Cộng hòa Somaliland                 |                 | Đất của sữa sơn dương và bò                      |
| 213 | Uganda                    | Cộng hòa Uganda                     |                 | Đặt theo tên một vương quốc cổ của người Swahili |
| 214 | Rwanda                    | Cộng hòa Rwanda                     |                 | Đất lành châu Phi                                |
| 215 | Burundi                   | Cộng hòa Burundi                    |                 | Dân tộc Burundi                                  |
| 216 | Kenya                     | Cộng hòa Kenya                      |                 | Đất nước đà điểu                                 |
| 217 | Tanzania                  | Cộng hòa Thống nhất Tanzania        |                 | Hợp thành từ hai địa danh Tanganyika và Zanzibar |
| 218 | Malawi                    | Cộng hòa Malawi                     |                 | Đất nước lấp lánh ánh sáng của ngọn lửa          |
| 219 | Mozambique                | Cộng hòa Mozambique                 |                 | Tương lai tươi sáng                              |
| 220 | Zambia                    | Cộng hòa Zambia                     |                 | Lấy tên theo sông Zambezi                        |
| 221 | Zimbabwe                  | Cộng hòa Zimbabwe                   |                 | Thành đá                                         |

### Quần đảo
| STT | Quốc gia và vùng lãnh thổ | Tên gọi chính thức         | Tên khác | Ý nghĩa tên gọi quốc gia          |
| --- | ------------------------- | -------------------------- | -------- | --------------------------------- |
| 222 | Madagascar                | Cộng hòa Madagascar        |          | Đất nước của người Magalasy       |
| 223 | Comoros                   | Liên bang Comoros          |          | Quần đảo ánh trăng nhỏ            |
| 224 | Seychelles                | Cộng hòa Seychelles        |          | Lấy theo tên Tử tước Seychelles   |
| 225 | Mauritius                 | Cộng hòa Mauritius         |          | Lấy từ tên của vị hoàng tử Hà Lan |
| 226 | Réunion                   | Đảo Réunion                |          | Hòn đảo được hợp nhất             |
| 227 | Mayotte                   | Đặc khu hành chính Mayotte |          | Hòn đảo của cái chết và hư hại    |

## Châu Đại Dương

### Australasia
| STT | Quốc gia và vùng lãnh thổ | Tên gọi chính thức                | Tên khác                                  | Ý nghĩa tên gọi quốc gia                   |
| --- | ------------------------- | --------------------------------- | ----------------------------------------- | ------------------------------------------ |
| 228 | Úc                        | Thịnh vượng chung Úc              | Úc Đại Lợi Á, Áo Đại Lợi Á, Ôx-xtrây-li-a | Miền đất phương Nam                        |
| 229 | New Zealand               | New Zealand                       | Tân Tây Lan                               | Lục địa mới ở biển                         |
| 230 | Đảo Norfolk               | Lãnh thổ Đảo Norfolk              |                                           | Đặt theo tên vùng Norfolk của Anh          |
| 231 | Đảo Giáng Sinh            | Lãnh thổ Đảo Giáng Sinh           |                                           | Giáng Sinh                                 |
| 232 | Quần đảo Cocos (Keeling)  | Lãnh thổ Quần đảo Cocos (Keeling) |                                           | Đặt theo tên thuyền trưởng William Keeling |

### Melanesia
| STT | Quốc gia và vùng lãnh thổ | Tên gọi chính thức                | Tên khác     | Ý nghĩa tên gọi quốc gia                                         |
| --- | ------------------------- | --------------------------------- | ------------ | ---------------------------------------------------------------- |
| 233 | Papua New Guinea          | Nhà nước Độc lập Papua New Guinea |              | Đất của người tóc xoăn                                           |
| 234 | Quần đảo Solomon          | Quần đảo Solomon                  |              | Cung điện vàng của vua Solomon                                   |
| 235 | Vanuatu                   | Cộng hòa Vanuatu                  |              | Đất vĩnh viễn thuộc về chúng ta                                  |
| 236 | Fiji                      | Cộng hòa Fiji                     |              | Đảo lớn nhất                                                     |
| 237 | Nauru                     | Cộng hòa Nauru                    |              | Tên của một dân tộc                                              |
| 238 | New Caledonia             | New Caledonia                     | Tân Thế giới | Scotland mới (Caledonia là tên cổ của Scotland bằng tiếng Latin) |

### Micronesia
| STT | Quốc gia và vùng lãnh thổ | Tên gọi chính thức                     | Tên khác | Ý nghĩa tên gọi quốc gia        |
| --- | ------------------------- | -------------------------------------- | -------- | ------------------------------- |
| 239 | Liên bang Micronesia      | Liên bang Micronesia                   |          | Quần đảo của những đảo nhỏ      |
| 240 | Palau                     | Cộng hòa Palau                         |          | Quần đảo san hô ngầm            |
| 241 | Kiribati                  | Cộng hòa Kiribati                      |          | Tên của một nhà thám hiểm Anh   |
| 242 | Quần đảo Marshall         | Cộng hòa Quần đảo Marshall             |          | Tên của thuyền trưởng Anh       |
| 243 | Guam                      | Lãnh thổ Guam                          |          | Quần đảo của cánh bườm tam giác |
| 244 | Quần đảo Bắc Mariana      | Thịnh vượng chung Quần đảo Bắc Mariana |          | Đặt theo tên đức mẹ Maria       |

### Polynesia
| STT | Quốc gia và vùng lãnh thổ             | Tên gọi chính thức                 | Tên khác           | Ý nghĩa tên gọi quốc gia                                                                            |
| --- | ------------------------------------- | ---------------------------------- | ------------------ | --------------------------------------------------------------------------------------------------- |
| 245 | Tuvalu                                | Tuvalu                             | Quần đảo Ellice    | Quần đảo của chín hòn đảo                                                                           |
| 246 | Tonga                                 | Vương quốc Tonga                   |                    | Thánh địa                                                                                           |
| 247 | Samoa                                 | Nhà nước Độc lập Samoa             |                    | Quần đảo của nhà hàng hải                                                                           |
| 248 | Samoa thuộc Mỹ                        | Samoa thuộc Mỹ                     |                    | Quần đảo của nhà hàng hải thuộc Mỹ                                                                  |
| 249 | Polynesia thuộc Pháp                  | Polynesia thuộc Pháp               |                    | Đặt tên theo nhóm người Polynesia                                                                   |
| 250 | Wallis và Futuna                      | Lãnh thổ Quần đảo Wallis & Futuna  |                    | Đặt theo tên nhà thám hiểm người Anh, Samuel Wallis                                                 |
| 251 | Quần đảo Cook                         | Quần đảo Cook                      |                    | Đặt tên theo thuyền trưởng James Cook                                                               |
| 252 | Niue                                  | Niue                               |                    | Nhìn thấy trái dừa                                                                                  |
| 253 | Tokelau                               | Tokelau                            |                    | Gió                                                                                                 |
| 254 | Quần đảo Pitcairn                     | Pitcairn, Henderson, Ducie và Oeno |                    | Đặt theo tên chuẩn úy Robert Pitcairn, người đầu tiên nhìn thấy hòn đảo                             |
| 255 | Đảo Phục Sinh                         | Đảo Phục Sinh                      |                    | Nhà thám hiểm người Hà Lan Jacob Roggeveen đến đảo vào Lễ Phục Sinh và đặt tên theo ngày hôm đó     |
| 256 | Bản mẫu:Country data Quần đảo Gambier | Quần đảo Gambier                   | Quần đảo Mangareva | Tên do người Anh đặt để vinh danh đô đốc James Gambier - người đã tài trợ cho tàu Duff vào năm 1797 |